# 吉水秀徳
吉水 秀徳（よしみず ひでのり、1961年8月7日 - ）は、日本のマンドリン音楽の作曲家・指揮者・指導者。大阪府在住。大阪府立四條畷高等学校、大阪市立大学にてマンドリン部に所属。

## 概要
学生時代に処女作「2つの動機」（1982年）を発表。その後作曲した「プレリュード2」（1989年）がいわゆる出世作となり、現在の日本マンドリン音楽界では、その作曲作品が多数再演されている。また、「序曲」（1991年）が日本マンドリン連盟主催第5回マンドリン合奏曲作曲コンクールで第3位に入賞。
木下正紀に師事。米子マンドリンオーケストラ常任指揮者。

## 主な作品および作曲年

### マンドリン合奏曲
- 2つの動機(モチーフ) (1982年)
- プレリュード2 (1989年)
- 序曲 (1991年)
- 3 Dimensions (1996年)
- プレリュード3 (1999年)
- EX-trance (2000年)
- With You (2001年)
- 夢のつばさ (2003年)
- メロディ (2004年)
- 交響的前奏曲 (2007年)
- 無言歌 (2008年)
- マンドリンオーケストラのための"Access" (2009年)
- プレリュード4 (2009年)
- 変奏曲 (2010年)
- 3つのうた (2010年)
- Casual Life (2010年)
- 海の抒情詩 (2011年)
- 未来の子供達の為に (2012年)
- 夜想曲(ノクターン) (2013年)
- Imagine 〜空の向こうのあなたへ〜 (2014年)
- 山中の瀬音に身をゆだね (2014年)
- 時の旅人 (2014年)
- Fantasia (2015年)
- 祝典序曲 (2019年)

### ギター合奏曲
- ギター合奏のための"Access" (2009年)

### マンドリン二重奏曲など
- New Life (1996年)
- Campus Life (2003年)
- Flexible (2005年)
- Prelude2 for Duo (2008年)

## 主な編曲作品
（）は作曲者
- ハウルの動く城（木村弓・久石譲）
- The Wind of Life（久石譲）
- 日本の四季に想いをはせて（荒木とよひさ他）
- 時代劇の世界をあなたに（菊池俊輔他）
- 古畑任三郎が帰ってきた! （本間勇輔）
- 別れの曲（ショパン）
- だから私はアニメっ子!（馬飼野康二他）
- おくりびと（久石譲）
- Dear WOMAN（平田祥一郎）・赤星まりしぇとの共同編曲
- 崖の上のポニョ（久石譲）・赤星まりしぇとの共同編曲
- 道〜Gelsomina（Nino Rota）
- Beyond the Sunset（葉加瀬太郎・石坂 慶彦）
- エトピリカ（葉加瀬太郎）
- だからアニメはやめられない! （菅野よう子他）
- ジャニーズに首ったけ!（馬飼野康二他）
- 弦楽四重奏曲 第1楽章（ドビュッシー）
- 「モンスターハンター」より「英雄の証」（甲田雅人）
- レコード大賞メドレー （小林亜星他）
- 丘を越えて（古賀政男）
- タマシイレボリューション （越智志帆）
- 愛をこめて花束を（多保孝一）
- 宙船（中島みゆき）
- 熱血の時代劇メドレー（平尾昌晃他）
- レコード大賞メドレー2（筒美京平他）
- アララの呪文（岡本真夜）
- 雫（大橋卓弥・常田真太郎）
- テレビ!夢中!大好き!（宮川泰他）
- ぼくらのヒットソングメドレー（槇原敬之他）
- ロマンスの神様（広瀬香美）